# Віллоубрук (Каліфорнія)
Віллоубрук (англ. Willowbrook) — переписна місцевість (CDP) в США, в окрузі Лос-Анджелес штату Каліфорнія. Населення — 24 295 осіб (2020).

## Географія
Віллоубрук розташований за координатами 33°55′1″ пн. ш. 118°15′18″ зх. д. / 33.91694° пн. ш. 118.25500° зх. д. (33.917071, -118.255064).  За даними Бюро перепису населення США в 2010 році переписна місцевість мала площу 9,76 км², з яких 9,74 км² — суходіл та 0,02 км² — водойми. В 2017 році площа становила 4,01 км², з яких 4,01 км² — суходіл та 0,01 км² — водойми.

## Демографія
Згідно з переписом 2010 року, у переписній місцевості мешкали 35 983 особи в 8721 домогосподарстві у складі 7120 родин. Густота населення становила 3685 осіб/км².  Було 9600 помешкань (983/км²).
Расовий склад населення:
| - 34,4 % — чорних або афроамериканців - 22,9 % — білих - 0,8 % — корінних американців - 0,3 % — азіатів - 0,1 % — вихідців з тихоокеанських островів - 38,5 % — осіб інших рас |

До двох чи більше рас належало 2,9 %. Частка іспаномовних становила 63,9 % від усіх жителів.
За віковим діапазоном населення розподілялося таким чином: 32,8 % — особи молодші 18 років, 59,1 % — особи у віці 18—64 років, 8,1 % — особи у віці 65 років та старші. Медіана віку мешканця становила 28,2 року. На 100 осіб жіночої статі у переписній місцевості припадало 92,1 чоловіків;  на 100 жінок у віці від 18 років та старших — 89,2 чоловіків також старших 18 років.
Середній дохід на одне домашнє господарство  становив 45 179 доларів США (медіана — 36 481), а середній дохід на одну сім'ю — 45 357 доларів (медіана — 38 531). Медіана доходів становила 26 132 долари для чоловіків та 26 279 доларів для жінок. За межею бідності перебувало 29,4 % осіб, у тому числі 40,1 % дітей у віці до 18 років та 11,9 % осіб у віці 65 років та старших.
Цивільне працевлаштоване населення становило 7485 осіб. Основні галузі зайнятості: виробництво — 20,7 %, освіта, охорона здоров'я та соціальна допомога — 14,9 %, науковці, спеціалісти, менеджери — 11,8 %, транспорт — 10,7 %.